# Fabio D'Elia
Fabio D'Elia, född 19 januari 1983, är en halv-italiensk liechtensteinsk fotbollsspelare som spelar för FC Schaan. Han har även spelat för Liechtensteins landslag, där han spelat 50 matcher och gjort två mål sedan hans debut i en VM-kvalmatch mot Österrike i april 2001.

## Landslagsmål
| Nr | Datum            | Arena                                   | Motståndare | Mål | Resultat | Tävling                      |
| -- | ---------------- | --------------------------------------- | ----------- | --- | -------- | ---------------------------- |
| 1. | 18 augusti 2004  | Rheinpark Stadion, Vaduz, Liechtenstein | Estland     | 1–1 | 1–2      | Kvalet till fotbolls-VM 2006 |
| 2. | 12 november 2005 | Rheinpark Stadion, Vaduz, Liechtenstein | Makedonien  | 1–0 | 1–2      | Vänskapsmatch                |